# Prockiopsis hildebrandtii
Prockiopsis hildebrandtii är en tvåhjärtbladig växtart som beskrevs av Henri Ernest Baillon. Prockiopsis hildebrandtii ingår i släktet Prockiopsis och familjen Achariaceae. Inga underarter finns listade i Catalogue of Life.